# Гјомера (Кјети)
Гјомера (итал. Ghiomera) је насеље у Италији у округу Кјети, региону Абруцо.
Према процени из 2011. у насељу је живело 27 становника. Насеље се налази на надморској висини од -1 м.